# Fontana Wallace

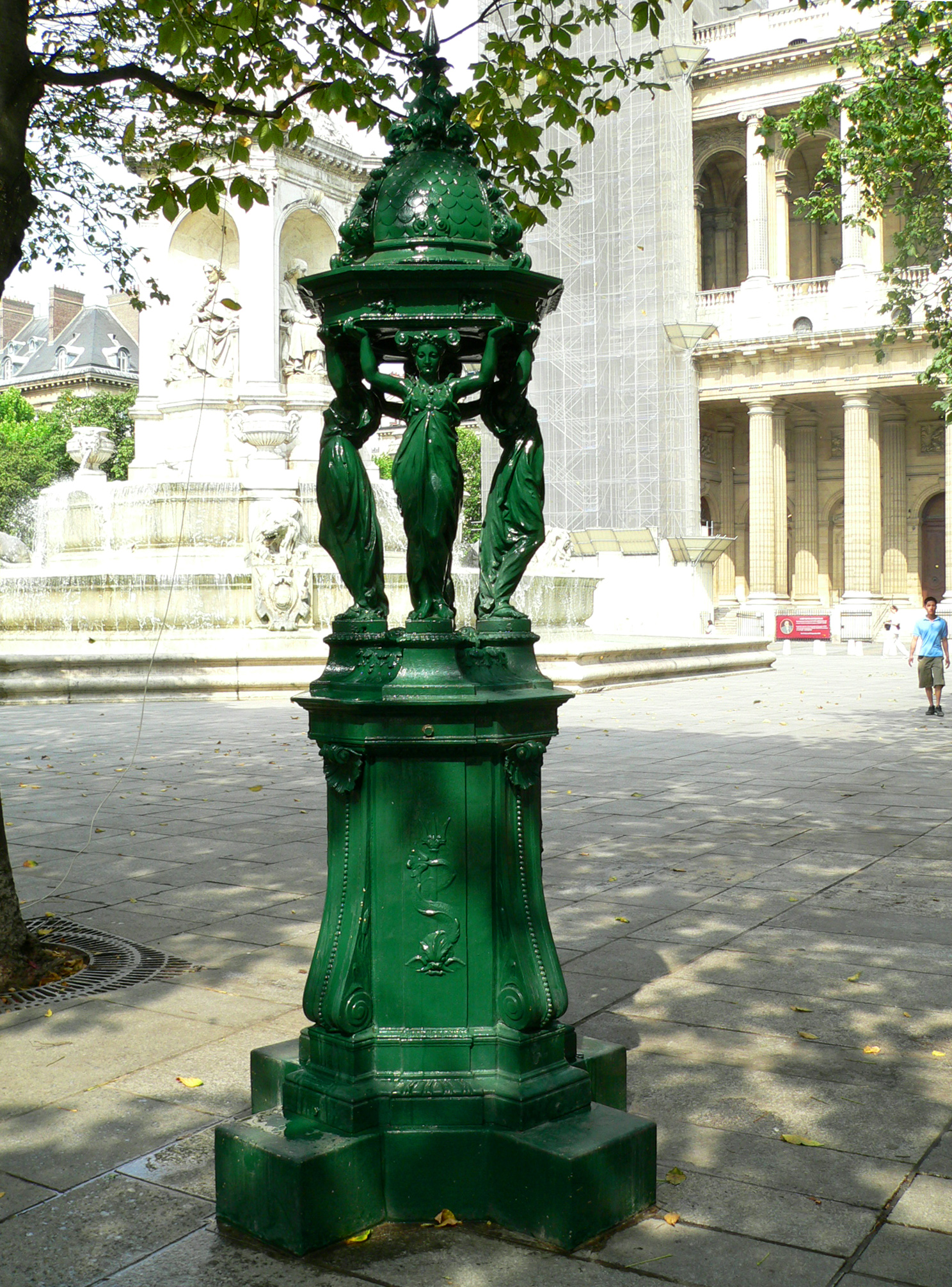
Place Saint-Sulpice, VIe arrondissement, Paris

Le fontane Wallace sono fontanelle pubbliche di acqua potabile a forma di piccole edicole in ghisa. Sono strutture tipiche di Parigi, che ne ospita un centinaio, ma presenti anche in diverse città della Francia e in altri paesi del mondo.
Disegnate da Charles-Auguste Lebourg, prendono il nome da Richard Wallace, filantropo britannico che finanziò la loro costruzione. Sono spesso associate, per gli stranieri, all'immagine di Parigi, perché è qui che furono installate inizialmente e se ne trova il maggior numero.

## Storia

### Parigi negli anni 1870
Il biennio 1870-71 fu terribile per la Francia e per Parigi: la guerra franco-prussiana voluta e perduta a Sedan da Napoleone III, la proclamazione della Repubblica con i prussiani che assediavano Parigi e intanto incoronavano imperatore Guglielmo I nella reggia di Versailles, le pesantissime condizioni di resa accettate dal governo di Adolphe Thiers (che non a caso aveva stabilito la propria sede a Versailles e non a Parigi), scatenarono nella capitale la rivolta popolare che dette vita alla Comune di Parigi, repressa da Thiers grazie a truppe regolari dell'esercito francese, costituite in gran parte dai soldati catturati a Metz e Sedan rilasciati dai prussiani, che sotto il comando di Patrice de Mac-Mahon bombardarono la città e al prezzo di 30.000 parigini morti e fucilati la ripresero tra il 21 e il 28 maggio 1871.
Dopo la catastrofe della Comune e le elezioni del 2 luglio 1871 la città era devastata, e cominciò un decennio di grandi lavori. Tra l'altro molti acquedotti erano andati distrutti, il prezzo dell'acqua, già alto, continuava ad aumentare e si rendeva evidente l'urgenza di fornire alla città una rete di acqua potabile pubblica. La questione veniva considerata anche come un problema di moralità pubblica, in quanto si riteneva che la penuria d'acqua spingesse i poveri a rivolgersi agli osti e quindi fosse una spinta all'alcolismo.

### Il committente: Sir Richard Wallace
Tra i borghesi filantropi che esercitavano la beneficenza a Parigi in quegli anni, allo scopo di migliorare la propria reputazione o magari anche per spirito umanitario, Sir Richard Wallace fu uno dei più eclettici e anche dei più discreti.
Inglese di nascita ma cresciuto a Parigi, amava tanto la città che scelse di restarvi anche durante l'assedio, piuttosto che rifugiarsi in una delle sue numerose e lussuose proprietà, per poter essere dove c'era bisogno di lui.
Ereditata da suo padre nel 1870 una grande fortuna, decise di usarne una parte a beneficio dei parigini. Fondò anche un ospedale, si occupò di accogliere le vittime dei bombardamenti e di provvedere alla distribuzione di viveri alla popolazione. La sua filosofia era di aiutare efficacemente e discretamente chi aveva bisogno: le fontane gli parvero una buona idea che gli consentiva al contempo anche di abbellire Parigi, senza clamore, e sono solo uno dei suoi contributi al patrimonio pubblico parigino.

## Struttura
Richard Wallace concepì personalmente queste fontanelle, che dovevano unire il valore estetico all'utilità, come descritto nel capitolato d'appalto che ne descriveva le caratteristiche:
- dimensioni: grandi abbastanza per essere viste da lontano, ma non tanto da alterare l'armonia del paesaggio;
- forma: insieme esteticamente gradevoli e pratiche all'uso;
- costo: abbastanza accessibile da consentire l'installazione di decine di esemplari;
- materiale: resistente, di facile lavorazione e semplice manutenzione.

Wallace creò personalmente tre modelli, differenti per dimensioni e concezione. Il materiale utilizzato fu la ghisa, lega economica, facile da modellare, robusta e molto utilizzata all'epoca. Wallace si fece carico quasi interamente della spesa, mentre il finanziamento da parte della città di Parigi fu di 1.000 franchi per il modello grande e di 450 franchi per quello a muro, destinati alle opere idrauliche e al raccordo con la rete.
Per affrettare il più possibile la realizzazione del progetto, Wallace ne incaricò Charles-Auguste Lebourg, scultore al quale si era già rivolto: questi migliorò lo schizzo originale, facendo di queste fontane delle vere e proprie opere d'arte.
La realizzazione delle fontane fu affidata alla Fonderie d'art du Val d'Osne, in Alta Marna presso Saint-Dizier, regione all'epoca di grande produzione di ghise artistiche. Sul basamento delle fontanelle più antiche si può ancora leggere il marchio della fabbrica
. 
La produzione successiva (a tutt'oggi ancora attiva) fu trasferita a Sommevoire, sempre in Alta Marna, alla GHM, che continua a produrre innumerevoli statue, fontane e altri pezzi di arredo urbano.

## Modelli
Dei modelli descritti di seguito, solo i primi due furono pensati e finanziati da Sir Richard Wallace. Queste opere imposero uno stile che ebbe gran successo, come si vede dalle molte imitazioni, oltre che dalle repliche in giro per la Francia e per il mondo, realizzate nei decenni successivi.

### Modello grande

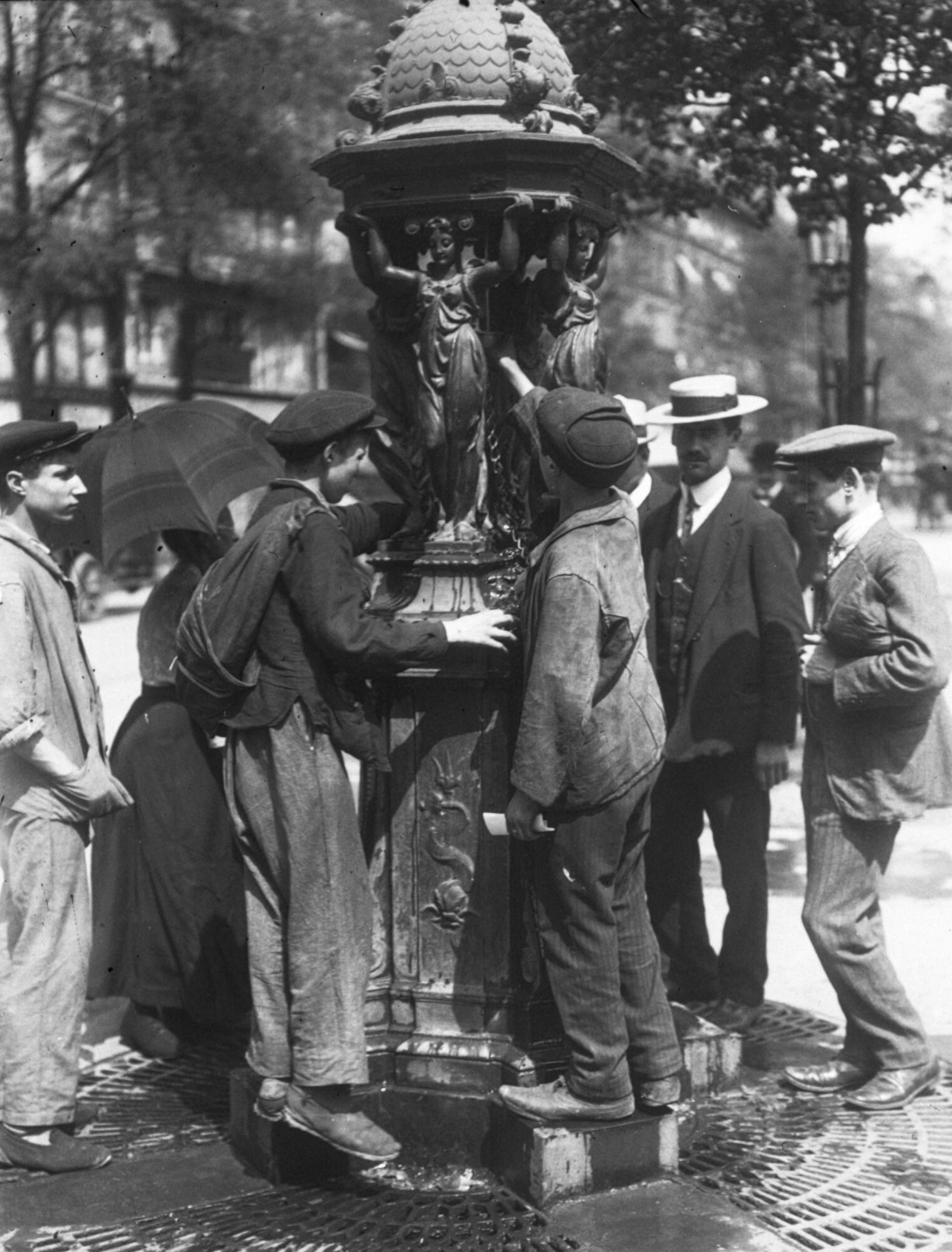
Parigi, 14 luglio 1911, una fontanella Wallace affollata

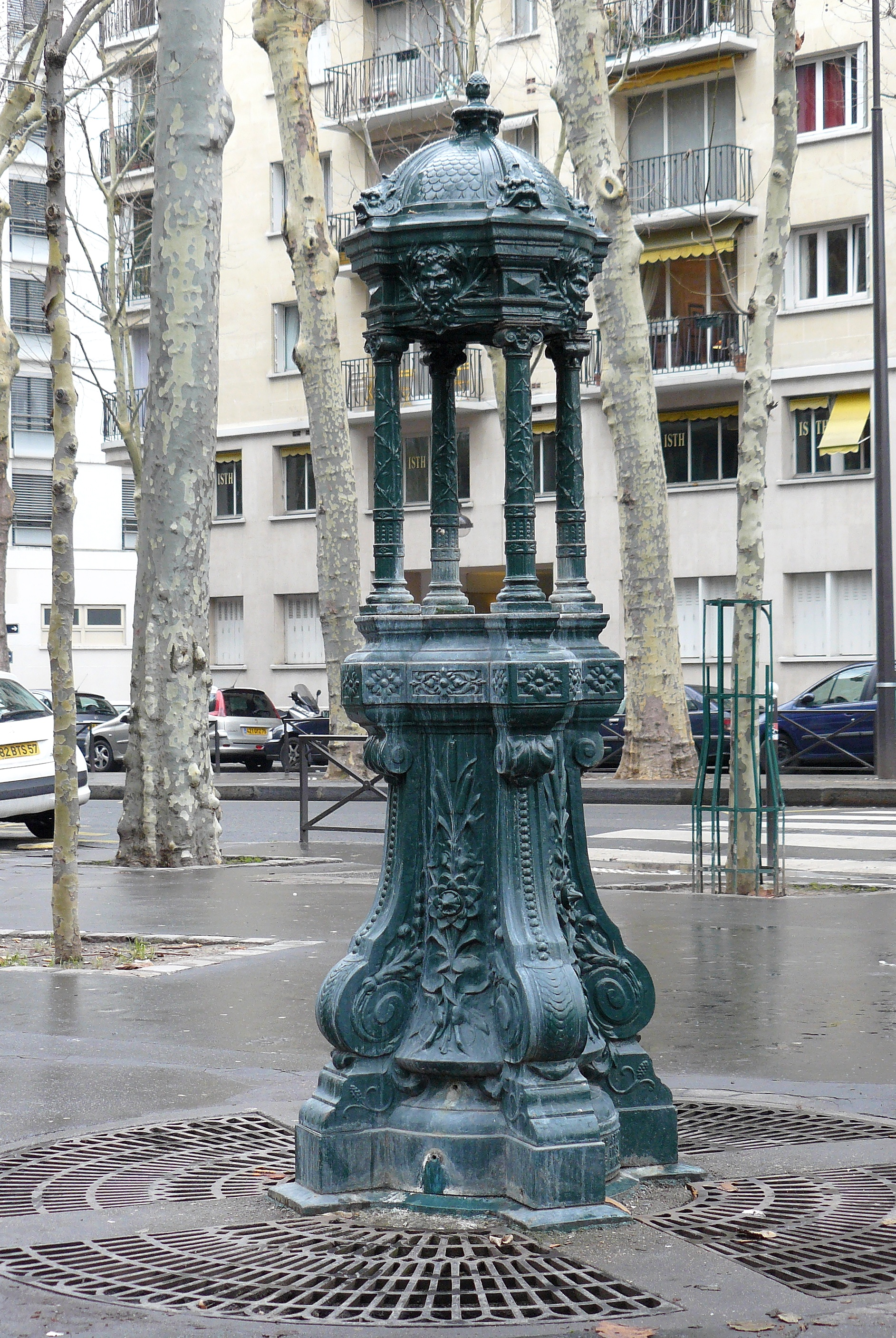
Fontana Wallace a colonnine, Parigi rue Rémusat

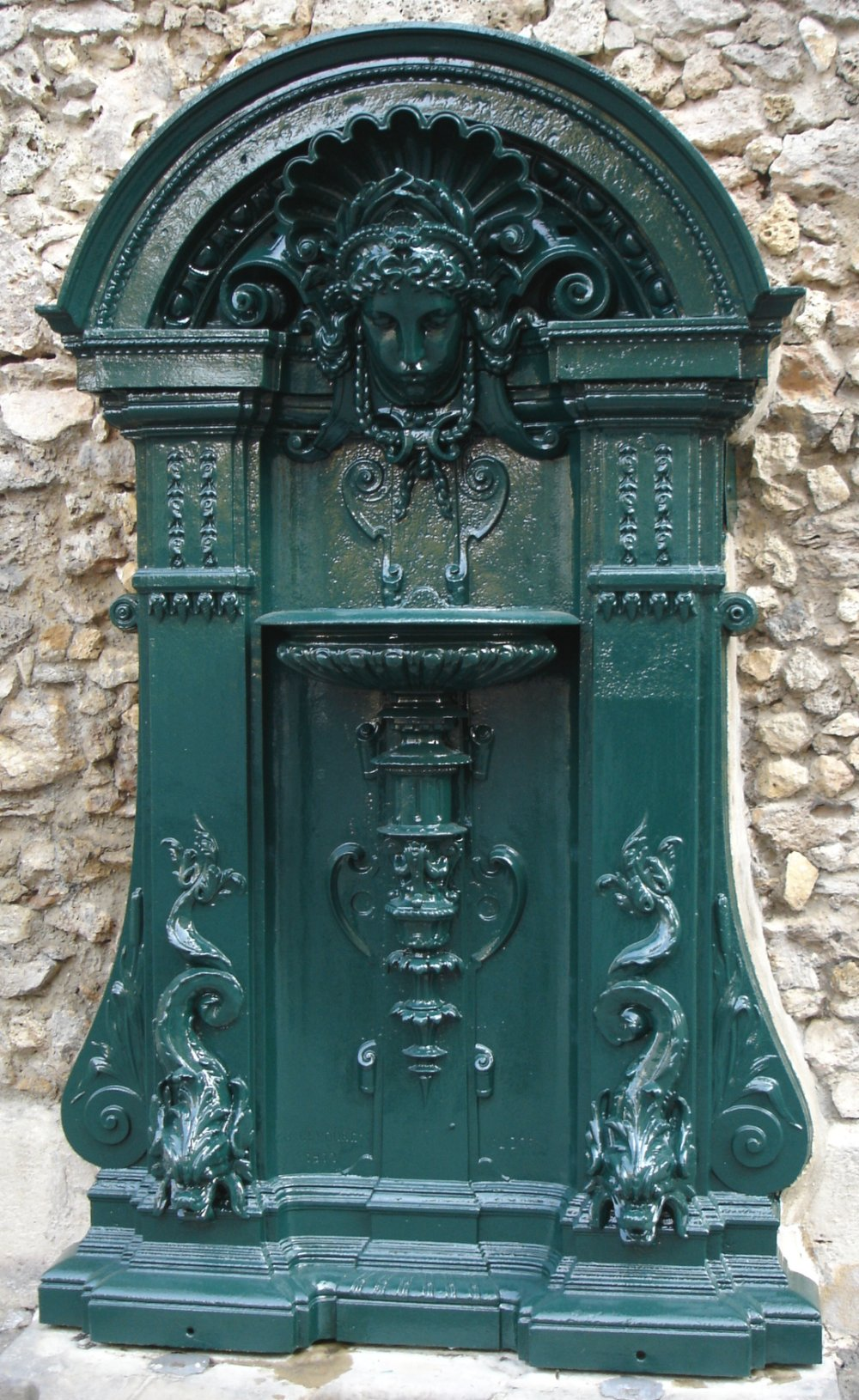
Fontana Wallace a muro, Parigi rue Geoffroy Saint-Hilaire

Il modello grande della fontana, immaginato personalmente da Wallace, s'ispira alla Fontana degli Innocenti e misura 2,71 metri di altezza per 610 kg.
La fontana poggia su una fondazione di pietra d'Hauteville su cui s'imposta una base a 8 pannelli; la parte superiore è costituita da un gruppo di quattro cariatidi rivolte verso l'esterno che sostengono sulle braccia sollevate una cupola ornata da una punta e decorata da delfini.
Le figure rappresentano le 4 stagioni e sono associate a 4 diverse attitudini: la bontà (occhi aperti, inverno), la semplicità (occhi chiusi, primavera), la carità (occhi aperti, estate) e la sobrietà (occhi chiusi, autunno); si distinguono anche per la posizione del ginocchio e dei piedi, nonché per il nodo sul corsetto della tunica.
L'acqua scende in un filo sottile dal centro della cupola, e cade in una vasca che ormai è protetta da una griglia. Due tazze di ferro stagnato trattenute da catenelle che restavano sempre immerse nell'acqua x mantenerle pulite erano a disposizione dell'assetato; per ragioni d'igiene furono però soppresse nel 1952.

### Modello a colonnine
Questo modello fu realizzato successivamente. Misura 2,50 metri di altezza e pesa poco più di 500 kg. Le cariatidi furono sostituite da colonnine per ridurre i costi di fabbricazione. La forma generale della fontana è analoga a quella del modello grande, con la parte inferiore più curva. Le quattro facce del piedistallo sono identiche.
Questa serie fu fabbricata da Armand Chappée in una trentina di esemplari: A Parigi ne restano solo due, uno in Rue de Rémusat e l'altro in Avenue des Ternes. Ne esistono ancora, inoltre, un esemplare a La Roche-sur-Yon e un altro a Rio de Janeiro.

### Modello a muro
La struttura è composta da un pannello semicircolare al cui centro una maschera a testa di naiade versa un filo d'acqua in una vaschetta. Anche qui erano previste due tazze a disposizione del pubblico, che furono ugualmente ritirate per motivi igienici nel 1952.
Questo modello, poco costoso, avrebbe dovuto moltiplicarsi sui muri di edifici a forte concentrazione umana, tipo ospedali, caserme e simili. A Parigi ne resta un solo esemplare all'inizio di Rue Geoffroy-Saint-Hilaire, a destra dell'entrata del Jardin des Plantes. Ne esistono 6 esemplari ancora a Rio de Janeiro al Giardino botanico.

## Posizionamento
A Parigi fu lasciata alla municipalità la scelta del posizionamento delle fontane, in modo che fossero facilmente accessibili al pubblico e si integrassero il più armoniosamente possibile con l'ambiente dove si collocavano. La maggior parte furono collocate su delle piazze o in angolo tra due vie. Eugène Belgrand, l'ingegnere che aveva a lungo lavorato con Haussman dirigendo dal 1854 il servizio delle reti idriche e fognanti di Parigi, membro dal 1871 dell'Accademia francese delle scienze, fu incaricato di scegliere dove collocarle.
La città decise anche il colore delle fontanelle, scegliendo il verde scuro che caratterizzava tutto l'arredo urbano dell'epoca, in armonia con i parchi e i viali alberati. A Parigi, sette di queste fontane sono state ridipinte in anni recenti, in rosso, in giallo, in blu.
La prima fontana Wallace fu installata e messa in opera nell'agosto 1872 sul boulevard de La Villette; all'inaugurazione non era presente alcun personaggio ufficiale, ma i cronisti dell'epoca raccontarono di un numero considerevole di presenti che tentavano di avvicinarsi in gran ressa.

## Le fontane oggi
Nel 1893 Parigi contava 63 esemplari di fontane Wallace modello grande e 8 di fontane a muro, che erano diventati rispettivamente 106 e una sola nel 2022.
Ormai solo una decina sono originali, ma la città ha continuato ad installarne circa una l'anno fino agli anni 1960, in sostituzione di esemplari degradati, sempre fabbricate artigianalmente dalla stessa società GHM. Alcuni pezzi sono stati spostati a seguito di modifiche urbanistiche.
Per la maggior parte le fontane Wallace ancora esistenti in città funzionano regolarmente, dal 15 marzo al 15 novembre (il servizio è interrotto d'inverno per non esporre al gelo l'impianto idraulico). Sono manutenute regolarmente e ridipinte ogni 5 anni.